# Episodi di Mujeres asesinas (quarta stagione)
La quarta stagione della serie televisiva Mujeres asesinas è stata trasmessa in anteprima in Argentina da Canale 13 tra l'8 gennaio 2008 e il 25 marzo 2008.
| nº | Titolo originale    | Titolo italiano | Prima TV Argentina | Prima TV Italia |
| -- | ------------------- | --------------- | ------------------ | --------------- |
| 1  | Dolores, poseída    | inedito         | 8 gennaio 2008     | inedito         |
| 2  | Thelma, impaciente  | inedito         | 15 gennaio 2008    | inedito         |
| 3  | Marta, manipuladora | inedito         | 22 gennaio 2008    | inedito         |
| 4  | Marcela, lastimada  | inedito         | 29 gennaio 2008    | inedito         |
| 5  | Azucena, Vengadora  | inedito         | 5 febbraio 2008    | inedito         |
| 6  | Alicia, deudora     | inedito         | 12 febbraio 2008   | inedito         |
| 7  | Juana, instigadora  | inedito         | 19 febbraio 2008   | inedito         |
| 8  | Marga, víctima      | inedito         | 28 febbraio 2008   | inedito         |
| 9  | Nina, desconfiada   | inedito         | 4 marzo 2008       | inedito         |
| 10 | Carolina, humillada | inedito         | 11 marzo 2008      | inedito         |
| 11 | Noemí, desquiciada  | inedito         | 18 marzo 2008      | inedito         |
| 12 | Lorena, maternal    | inedito         | 25 marzo 2008      | inedito         |